# Alejandro Monestel Zamora
Alejandro Monestel Zamora (San José, Costa Rica; 23 de abril de 1865-3 de noviembre de 1950) fue un músico y compositor costarricense.
Inició en la música desde muy niño con el maestro Pilar Jiménez. En 1888, partió a Bruselas a continuar sus estudios musicales.
De regreso a Costa Rica, en 1884, se integró activamente a la vida musical como maestro de capilla y profesor de música en diversos colegios. En 1893, asumió la dirección de la Escuela Nacional de Música. Un año después, ésta desapareció por problemas presupuestarios; y fundó la Escuela de Música Santa Cecilia junto a otros músicos. En 1898, regresó a Bélgica como organista de la iglesia de los Carmelitas. A partir de 1902, se trasladó a Nueva York, donde residió hasta 1937. En esta ciudad se desempeñó como profesor, maestro de capilla y organista en diversas iglesias.
En 1942, regresó a Costa Rica y formó parte de los profesores fundadores del Conservatorio Nacional de Música, actualmente Escuela de Artes Musicales de la Universidad de Costa Rica.
Su obra musical, tanto manuscrita como impresa, fue preservada por el profesor Carlos Enrique Vargas y donada por la familia Vargas Dengo en el año 2001, al Archivo Histórico Musical de la Escuela de Artes Musicales de la Universidad de Costa Rica.
Compositor y organista, escribió obras de carácter religioso y otras nacionalistas. Estudió música con los maestros Pilar Jiménez, Eladio Osma y José Campabadal en el Colegio San Luis Gonzaga, en Bélgica estudió órgano en 1881; regresó a Costa Rica en 1884 y fue nombrado Maestro de Capilla en la Catedral y Director de la Filarmonía en San José. Además, fue director de la Escuela Nacional de Música, fundador y primer director de la Escuela Santa Cecilia. Trabajó en Nueva York en 1902 de organista y maestro de capilla; regresó a Costa Rica en 1937.